# Christian Engström
Christian Engström (ur. 9 lutego 1960 w Sztokholmie) – szwedzki programista, polityk Partii Piratów, poseł do Parlamentu Europejskiego VII kadencji.

## Życiorys
Absolwent matematyki i informatyki na Uniwersytecie w Sztokholmie, pracował później jako nauczyciel. Od końca lat 80. do założenia Piratpartiet w 2006 był członkiem Ludowej Partii Liberałów. Był współzałożycielem Fundacji na rzecz Wolnej Infrastruktury Informacyjnej (FFII) i brał udział w kampanii na rzecz odrzucenia przez PE projektu dyrektywy patentowej w 2005.
W wyborach w 2009 uzyskał mandat deputowanego do Parlamentu Europejskiego VII kadencji. Przystąpił do frakcji Zielonych i Wolnego Sojuszu Europejskiego. Zasiadł w Komisji Rynku Wewnętrznego i Ochrony Konsumentów oraz w Komisji Prawnej.